# Fockea sinuata
Fockea sinuata är en oleanderväxtart som först beskrevs av Ernst Meyer, och fick sitt nu gällande namn av George Claridge Druce. Fockea sinuata ingår i släktet Fockea och familjen oleanderväxter. Inga underarter finns listade i Catalogue of Life.